# Петровський парк (Оранієнбаум)
Петровський парк (Оранієнбаум) — невеликий історичний парк поблизу палацу Петра ІІІ в палацовому передмісті Санкт-Петербургу.
Загальна площа — близько п'ятнацяти гектарів.

## Петровський парк
При створенні навчальної фортеці і палацу Петра ІІІ Антоніо Рінальді виступив не тільки як архітектор, а ще й як садівник, архітектор ландшафтний. Він піклувався ще й про відповідне оточення своїх споруд.

## Малий Італійський парк Антоніо Рінальді

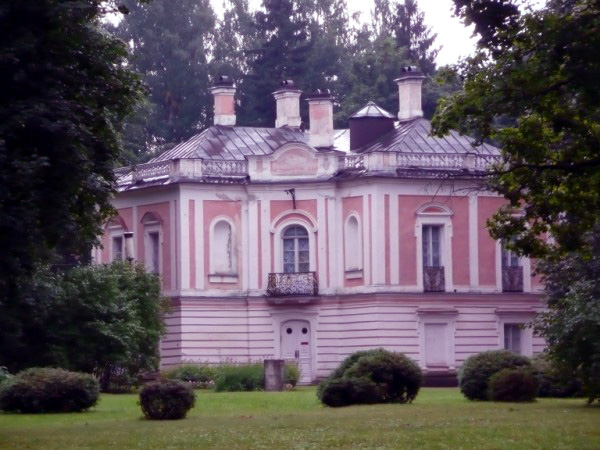
Палац Петра ІІІ.

Малий Італійський парк розпланували майже водночас з побудовою фортеці і палацу Великого князя (майбутнього імператора Петра ІІІ)в ній. Проект реалізовував сам Рінальді та садівник Ламберті. Зразком для Петровського парку слугували невеликі італійські парки. Звідси — тераси, мости через неглибоку річку Карость, сходинки до води, альтанки, фонтанв дворику Менажереї, стежки зі стриженими кущами. Мініатюрний парк мав три значні частини на галявинах:
- двоповерховий павільйон Ермітаж
- кільцеподібна Менажерія з двориком та фонтаном
- павільйон Китайський будиночок.

Малий Італійський парк йшов вузькою смугою вздовж правого берега річки Карость. Аби підсилити значення річки, створили невисокі греблі та ставки. Так утворилася низка каскадів та водні дзеркала. Міст біля каскаду нижнього ставка був у вигляді двоаркової руїни. Другий, Петровський міст мав три арки.
Всі мости первісно були дерев'яні, прикрашені балюстрадами та сходинками до води. У 1874 році Петровський міст перебудували. У 1910 році міст перебудували в черговий раз і відтоді він і зберіг свою сучасну форму.
Сам парк мав елементи регулярних парків — геометричні ділянки, алеї, обсаджені стриженими деревцями та кущами. Але іграшкова, мініатюрна Фортеця і  парк не розплановані на єдиній осі, парк взагалі займав бічну ділянку біля річки. Усі елементи регулярного парку були використані досить вільно, не наслідуючи жорсткої, математичної геометрії французьких садів. Малий Італійський парк був недостатньо натуральним для пейзажного і занадто бароковим, занадто «пропрацьованим» для типового англійського з його притворними імітаціями пагорбів, гаїв і стежок навколишніх пейзажів.

## Пейзажний Петровський парк

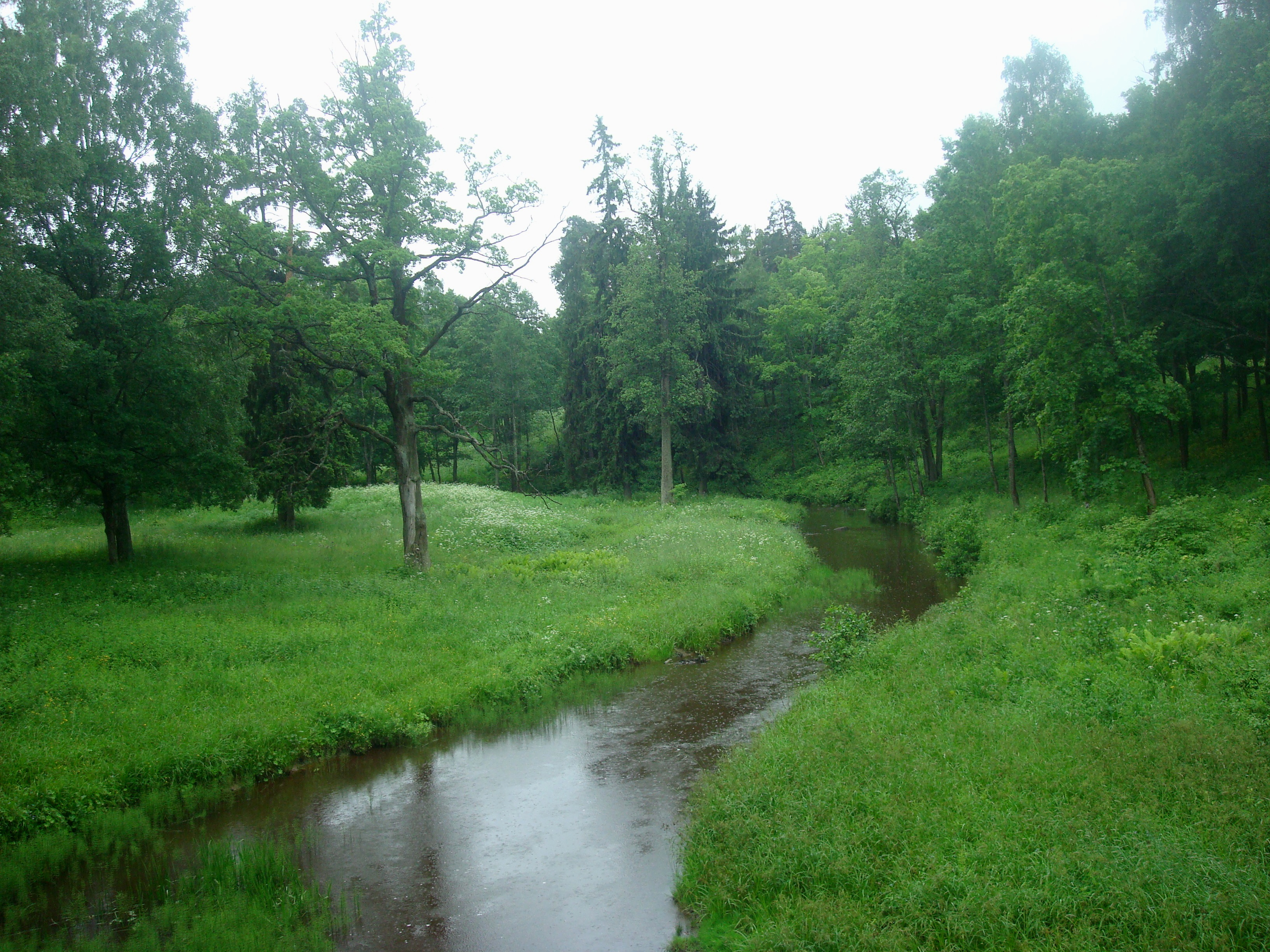
Долина річки в парку.

Дерев'яні павільйони і мости (старі і пошкоджені негодою) розібрали без відновлення. У 1830-ті роки на місці колишнього Італійського саду Рінальді садівник Джозеф Буш створив типовий англійський парк. Він обійняв площу у п'ятнадцять (15) гектарів. Головне місце в парку Буша посіли Верхній та Нижній ставки, долина річки Карость та шляхи повз хащі. Натуральність і мовчазність цього парку порушували лише гомін води від штучних водоспадів. Свій натуральний вигляд пейзажний Петровський парк зберігає і дотепер.

## Див.також
- Сад бароко
- Рококо
- Пейзажний парк
- Палац Петра ІІІ